# تئودور اوبانل
تئودور اوبانل (به فرانسوی: Théodore Aubanel) با نام اصلی ژوزف ماری ژان بتیست تئودور اوبانل (به فرانسوی: Joseph Marie Jean Baptiste Théodore Aubanel) شاعر گویش پرونسی و چاپخانه دار قرن نوزدهم فرانسه است. او به سال ۱۸۲۹ در اوینیون در جنوب فرانسه در خانواده ای با کسب و کار چاپ به دنیا آمد. از او مجموعه اشعار به گویش پرونسی به یادگار مانده‌است. در ۵۴ سالگی بر اثر سکته جان خود را از دست داد و در گورستان سن-وران به خاک سپرده شد.

## آثار
- انار چاک دار «La Miougrano entreduberto»
- بانوان جوان اوینیون «Li Fiho d'Avignoun"

تئودور اوبانل
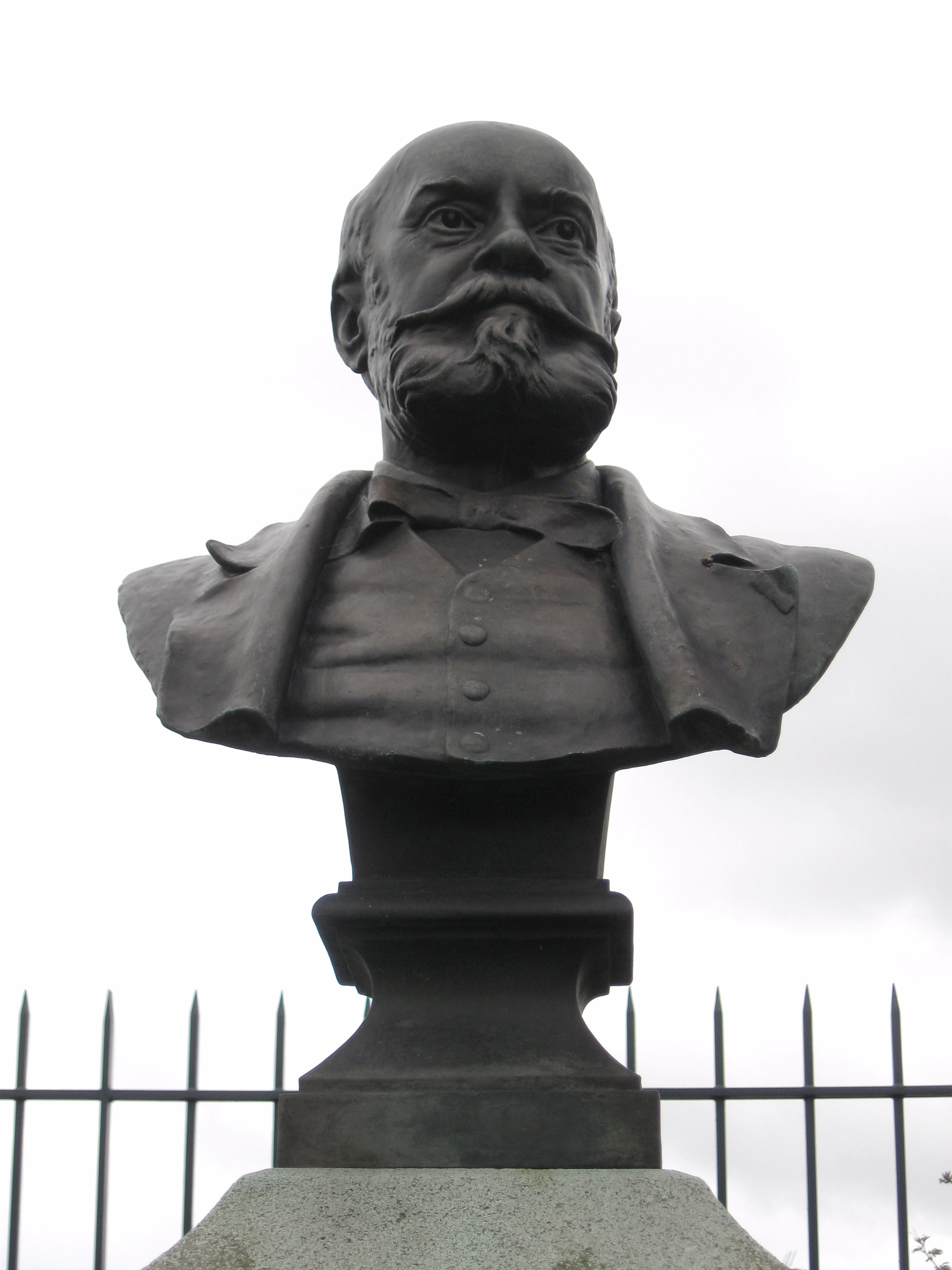
تندیس نیم تنهٔ او در پارک فلیبریژ در سو (او-دُ-سن).
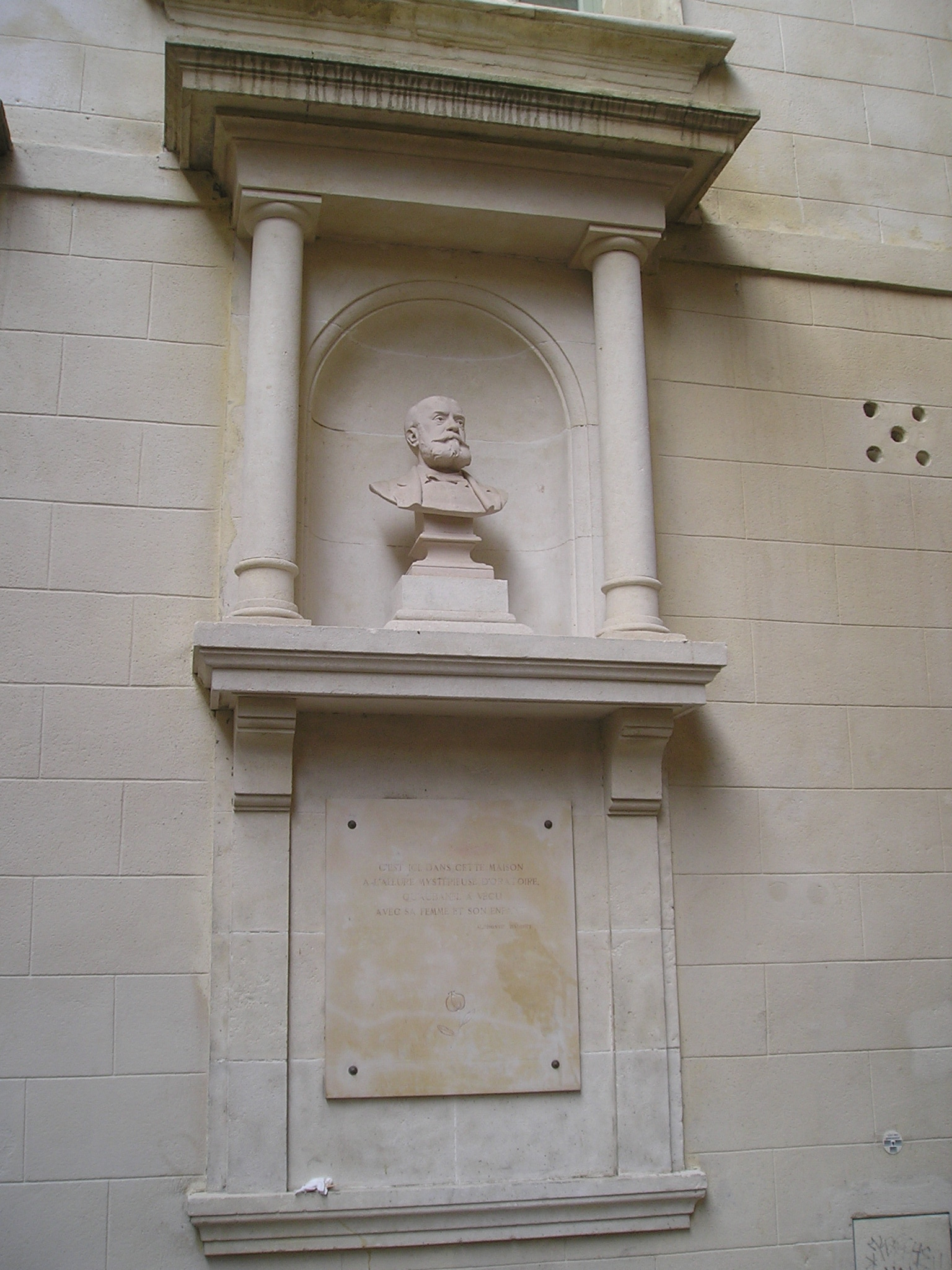
خانه اوبانل
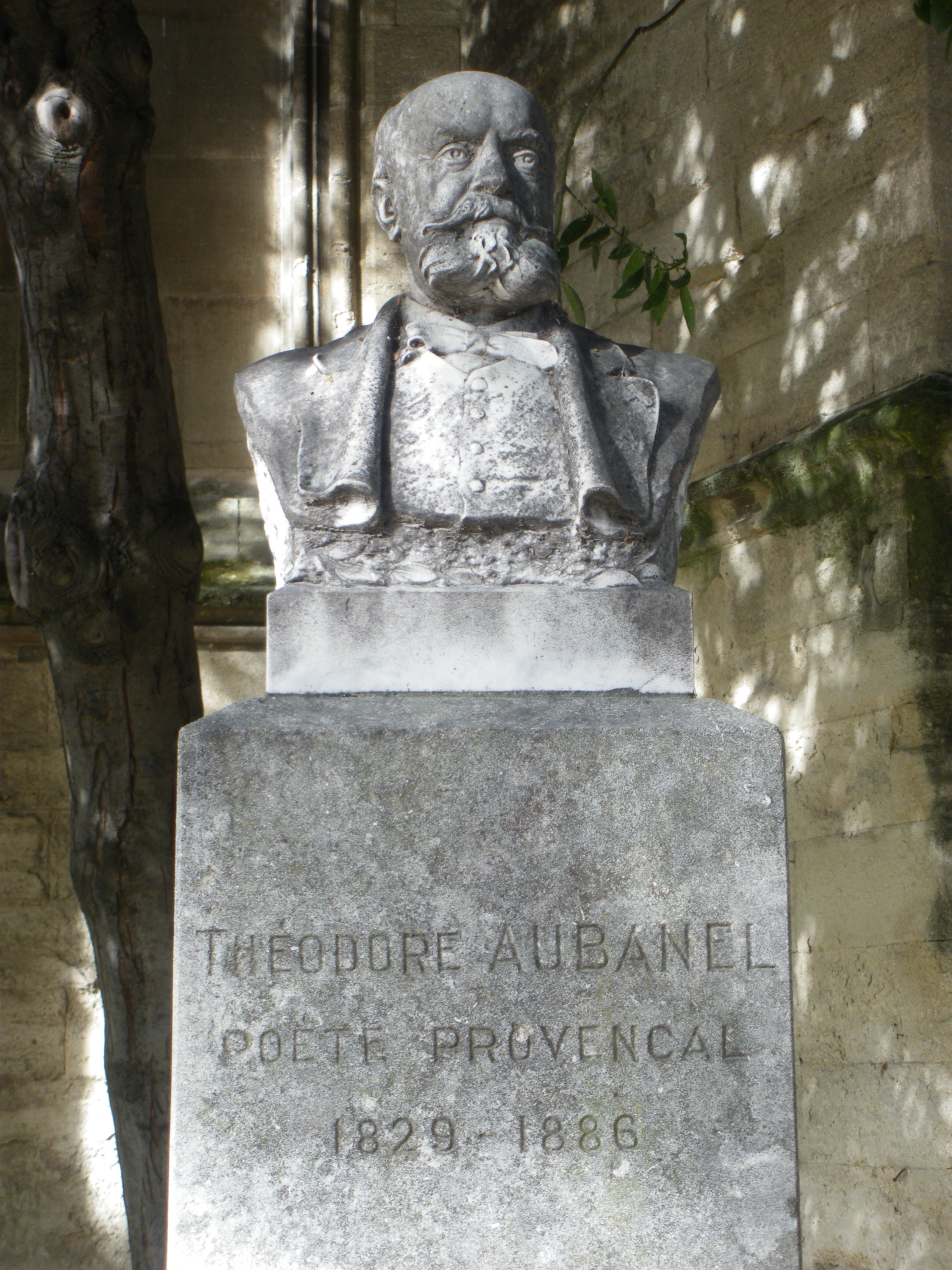
میدان اگریکول پردیگویه در اوینیون
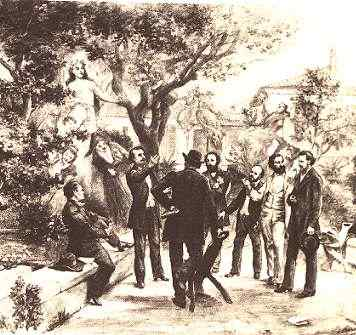
مجمع ادبی فلیبریژ (۱۸۵۴)
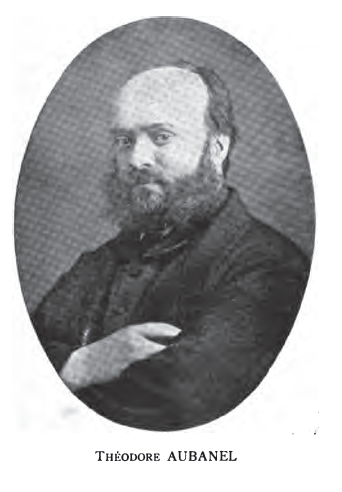